# Friedrich Quanz
Friedrich Quanz (* 18. Februar 1892 in Kassel; † 1. November 1968) war ein deutscher Politiker (CDU) und Abgeordneter des Hessischen Landtags.

## Ausbildung und Beruf
Friedrich Quanz besuchte 1898 bis 1906 die Bürgerschule und machte 1906 bis 1909 eine Lehre beim staatlichen Katasteramt Kassel. 1909 bis 1911 besuchte er die Staatsbauschule Kassel und arbeitete 1911 bis 1914 als Bauingenieur bei der Stadtbauverwaltung Kassel. 1914 bis 1918 leistete er Kriegsdienst. Von 1919 bis 1945 war er erneut als Bauingenieur und Stadtbauinspektor in Kassel tätig und besuchte gleichzeitig 1925 bis 1926 die Technische Hochschule. 1945 bis 1947 war er Geschäftsführer der gemeinnützigen Wohnungsbaugesellschaft der Stadt Kassel.

## Politik
Friedrich Quanz war vor 1933 Mitglied des Christlich-sozialen Volksdienstes.
Ab 1. August 1938 war Quanz Förderndes Mitglied der SS.
1945 gehörte Quanz zu den Mitbegründern und Kreisvorsitzenden der CDU in Kassel. 1948 und 1960 war er jeweils für einige Monate Stadtverordneter in Kassel. Dazwischen war er vom 2. Juni 1947 bis 15. August 1954 hauptamtlicher Stadtrat für Wohnungsbau und Siedlungswesen.
Vom 15. Juli 1958 bis zum 30. November 1958 war er Mitglied des Hessischen Landtags.